# Deltocephalus minutus
Deltocephalus minutus är en insektsart som beskrevs av Van Duzee 1890. Deltocephalus minutus ingår i släktet Deltocephalus och familjen dvärgstritar. Inga underarter finns listade i Catalogue of Life.